# Rulpidon
Le rulpidon est un objet dont la surface comporte trois trous (elle est de genre trois). Selon l'angle de vue sa section peut paraître ronde, ovale ou carrée, et il peut donner l'impression de comporter quatre trous. Le groupe de ses symétries contient seize isométries.
Sur la surface du rulpidon le coloriage d'une carte découpée en régions connexes, de sorte que deux régions adjacentes aient toujours deux couleurs distinctes, peut nécessiter jusqu'à neuf couleurs. Une carte nécessitant ces neuf couleurs ne peut posséder aucune des symétries de l'objet,.
Un rulpidon de 300 kg et de 2 m de côté, une œuvre en plaques d'acier d'Ulysse Lacoste, a été placé dans la cour de la Maison Poincaré à Paris.